# قصائد الملحون
يعتبر (الملحون) فنًّا شعريًّا وإنشاديًّا وغنائيًّا متميزًا بالمغرب، فهو تراث مكتنز يختزل مقومات الثقافة المغربية ومظاهر حياتها الأصيلة. فهو يتخذ من اللهجة العاميَّة أداتَه، ومن مضامين اللغة الفصحى بشعرها ونثرها، مادتَه التي تتلوّن مواضيعها بألوان التوسلات الإلهية، والمدائح النبوية، والربيعيَّات، والعشق، والهجاء، والرثاء.
وبالرجوع إلى كتب التوثيق يظهر أن أولى بواكير فن «الملحون» ظهرت في «العهد الموحدي» خلال القرن السابع الهجري.
كما عرف في «العصر السعدي» تطورًا مهمًّا قبل أن يصل إلى درجة التألُّق والتطور في نهاية القرن 19، حيث انتشر بشكل واسع بين الطبقات، وطغى على مضمونه الطابع الديني قبل أن يطرق أبواب مواضيع أخرى استهلها بالطبيعة وختمها بالغزل.
ومع الزمن زاد اهتمام المغاربة به، خاصة في: فاس، وسلا، ومكناس، ومراكش، على مراحل متباعدة تأثر خلالها بعوامل عدة مشكلاً ما يشبه ديوان المغاربة وسجل حضارتهم بكبر معانيه، وعمق أفكاره، وقيمة الفوائد المبثوثة في شعره، وتنوع بنائه وبحوره، واتساعه في الزمان والمكان.
وعبر تلك العصور انتقل أداء «القصيدة الملحونية» من مجرد السرد في المساجد والزوايا، إلى اعتماد اليد في ضبط الإيقاع أو ما يسمى بـ«التوساد»، وقد توسد الأداء في البداية بآلة «التعريجة» أو «لكوال»، واتسع نطاق الآلات فيه بما يقتضيه التنوع بين الأقسام وأجزائها.
منقول للإفادة.
روائع من فن الملحون
قصيدة الشمعة
قصيدة الغزال فاطمة
أعلام فن الملحون
- الشيخ بن عيسى الفاسي
- الحاج التهامي الهاروشي
- الحاج محمد بوزوبع
- الشيخ محمد بن غانم
- الحاج الحسين التولالي
- الحاج عبد الكريم كنون
- الشيخ أحمد أكومي
- الشيخ بوستة المراكشي

مشاهير فن الملحون المعاصرين
- محمد الخياطي بوثابت
- الحاج محمد الوالي
- محمد السوسي
- حياة بوخريص
- عبد العالي الطالبي
- ادريس زعروري
- سناء مرحاتي
- سعيد المفتاحي
- نعيمة الطاهيري
- ماجدة اليحياوي
- عبد العالي البريكي.